# 清水天山
清水 天山（しみず てんざん、1914年9月24日 - 2001年11月26日）は、日本の書道家。熊本で活躍した。「日本の書道会」を発足させ、会長を務めた。本名、清水 正隆。

## 年譜
- 1914年9月24日に熊本県飽託郡飽田村土河原（現：熊本市南区土河原町）に生まれた。
- 1934年 熊本師範（現熊本大学教育学部）卒業。
- 1940年 文部省教育検定試験合格。
- 1943年 熊本市の済々黌中学校 （現熊本県立済々黌高等学校）に奉職する。その後30年以上同校に在職した。
- 1944年 召集令状にて鹿児島の連隊に入隊した。
- 1945年 天草にて終戦を迎えた。
- 1950年  書家手島右卿に師事する。
- 1951年　熊本県書道教育会結成。第1回七夕展開催（現：日本の七夕展）11月全日本書道展開催。（現：日本の書道展）
- 1952年　独立書展の設立に参加。月刊書道紙（熊本県書道新聞）（現：日本の書道）発行。
- 1954年　独立書道会（現：独立書人団）の会員の推され、その後審査員となる。
- 1955年　熊本で大講習会を開催し、本件の書道教育の発展に努める。講師として手島右卿・豊道春海・上條信山・桑原喬林子らを招聘。
- 1958年　熊本県初の日本美術展入選。1963年まで、6回入選。
- 1959年　第1回書道愛好者展結成。（現在に至る）独立書展　頼山陽「天草洋に泊す」発表。
- 1963年　独立書道会（現：独立書人団）参事となる。教育功労賞を受ける。
- 1964年　検察審査会員。
- 1965年　高野山創設1150年を記念して「遊筆一生」を高野山に献納。
- 1970年　独立書人団　常議員となる。熊本県高等学校教育研究会書道部会理事長。熊本県高等学校芸術科振興会書道代表。
- 1971年　教科書検査調査委員。
- 1972年　熊本県書道教育会発足20周年記念選抜展　「神」を発表。
- 1973年　毎日書道展委嘱推挙を受ける。芸術教育振興法制推進協議会　熊本県代表。
- 1974年　独立書展審査員。
- 1978年　第1回中国訪問（書人団交流）。
- 1979年　第4回読売書展　「仙鶴一聲」発表。
- 1981年　独立書人団常務理事。第30回独立書展審査員。
- 1982年　読売書展審査員。第7回読売書展「鳳」を発表。
- 1983年　独立熊本書人大作展開催。読売新聞社の依頼で熊本を代表する分野の「手」を人物毎に25名読売新聞に発表。
- 1984年　毎日書道展審査会員。独立熊本書人大作展。
- 1985年　独立熊本書人大作展。　第1回天遊書道会選抜展。
- 1986年　第10回毎日女流書展記念韓国訪問。団長。第11回毎日女流書展運営委員、審査委員。毎日書道展審査任命。第1回個展「天山書作展」。
- 1987年　第1回毎日書道西部七人展。於北九州。第39回毎日書道展九州展実行委員長。
- 1988年　第2回中国訪問。（毎日書道展40周年記念日本現代処方芸術北京展。第2回毎日書道西部七人展。
- 1989年　第3回毎日書道西部七人展。於熊本。「日本の書道会」を発足する。
- 1990年　第4回毎日書道西部七人展。於長崎。
- 1991年　第15回記念毎日女流書展台湾書交流。団長。第5回毎日書道西部七人展。於福岡。
- 1992年　第6回毎日書道西部七人展。於大分。
- 1993年　第7回毎日書道西部七人展。於熊本。
- 1994年　第8回毎日書道西部七人展。於小倉。
- 1998年　毎日書道展九州展功労者表彰。
- 2001年11月26日　熊本市で没す。

## 天山の書について
清水天山の五男で手島右卿より直接指導を受けた清水隆治は清水天山の書を4期に分けている。第1期はしっかりとした土台を作った時期で、臨書修練の中心は草書十七帖（じゅうしちじょう）であった。この時期の基礎力養成が書家として大きな土台をつくった。第2期は、手島右卿に師事し、当時としては極めて難関の日本美術展に連続入選を果たしている。古典を土台としながら、多字数作を試行した時代で、男性的力強さで一貫している濃墨作がある。第3期は手島右卿が傑作を発表した時期に、その理念に共感して、一字作品を世に問うた。その後、毎日書道展との関わりがあり、2－3字、それに多字数作を発表している。長年の臨書体験と一字作を通しての空間性把握も手伝って見事なスケールと調和を生み出している。この時期が第4期である。

## 文献
- 『清水天山生誕百年記念清水天山作品集』 編集　清水泰郎　清水和隆　2014年